# Laccophilus quindecimvittatus
Laccophilus quindecimvittatus är en skalbaggsart som beskrevs av Régimbart 1895. Laccophilus quindecimvittatus ingår i släktet Laccophilus och familjen dykare. Inga underarter finns listade i Catalogue of Life.